# 1907 في الأرجنتين
فيما يلي قوائم الأحداث التي وقعت خلال عام 1907 في الأرجنتين.

## رياضة
- 1 يناير – دوري الدرجة الأولى الأرجنتيني 1907 الفائز Alumni Athletic Club [الإنجليزية]‏.

## مواليد

### فبراير
- 14 فبراير – خورخي رييس ممثل أرجنتيني.
- 23 فبراير – ألبرتو تشيفيديني لاعب كرة قدم أرجنتيني.
- 23 فبراير – روبرتو تشيرو لاعب كرة قدم أرجنتيني.

### مايو
- 26 مايو – أرتور رودريغيز خورادو ملاكم أرجنتيني.

### يونيو
- 5 يونيو – فيكتور أفيناندو ملاكم أرجنتيني.
- 9 يونيو – ألفريدو ديفينسينزي لاعب كرة قدم أرجنتيني.

### أغسطس
- 31 أغسطس – أرجنتينا برونيتي ممثلة أرجنتينية.

### سبتمبر
- 25 سبتمبر – إرنيستو ألباراسين لاعب كرة قدم أرجنتيني.

## وفيات

### ديسمبر
- 10 ديسمبر – لويس ساينز بينيا (مواليد 1822)